# مدرسة بارتس ولندن للطب وطب الأسنان
مدرسة بارتس ولندن والملكة ماري لطب وطب الأسنان (بالإنجليزية: Barts and The London, Queen Mary's School of Medicine and Dentistry)‏ هي إحدى المدارس لتعليم الطب في المملكة المتحدة. مركز هذه المدرسة الطبية هو كلية الملكة ماري, جامعة لندن. تم تأسيس هذه المدرسة رسمياً في 1995. أؤسست بدمج كلية طب مستشفى القديس بارثولوميو وكلية طب مستشفى لندن.

## خريجون بارزون
- بارفين كومار
- روبرت أكلاند (1964)
- السير بيتر راتكليف (1978)